# ئی‌ام‌دی اس‌دی۸۰ام‌ای‌سی
ئی‌ام‌دی اس‌دی۸۰ام‌ای‌سی (انگلیسی: EMD SD80MAC) یک لوکوموتیو دیزلی ساخت شرکت جنرال موتورز الکترو-موتیو دیویژن بوده است.
این لوکوموتیو که مابین سال‌های ۱۹۹۵ تا ۱۹۹۶ (SD80MAC) و ۲۰۱۱ تاکنون (SD80ACe) تولید می‌شود دارای ۲۰ سیلندر، ۵۰۰۰ اسب بخار قدرت و ۱۲۱ کیلومتر در ساعت سرعت نهایی بوده است.